# Dintera pterocaulis
Dintera pterocaulis är en grobladsväxtart som beskrevs av Otto Stapf. Dintera pterocaulis ingår i släktet Dintera och familjen grobladsväxter. Inga underarter finns listade i Catalogue of Life.